# 河南省 (中華民國)
河南省，為中華民國的一省，延續清朝制度所設置的22省之一，為華北六省之一。簡稱為「豫」。

## 人口
民國時期，河南省人口總量變動分3個階段。民國元年（1912年）～25年（1936年）為人口緩慢增長階段。民國元年（1912年）人口為2852萬，至24年（1935年）全省總人口3457萬3236人，人口增長605萬，23年間每年平均增長26萬人。其中元年（1912年）～20年（1931年）每年平均增長227萬人；21年（1932年）～22年（1933年）人口總量保持靜止狀態；23年（1934年）～24年（1935年）人口增長較快，每年平均增加36.5萬人。
民國26年（1937年）～33年（1944年）為人口逐年下降階段。此階段正值抗戰時期，由於戰爭和自然災害的嚴重影響，8年間減少956萬，民國33年（1944年）只有2471萬。總計餓死約300萬人，流亡他省的約600萬人。
民國34年（1945年）～38年（1949年）為人口逐年恢復和增加階段。民國35年（1946年）人口達到2847萬人，較前年增加60萬人。
以下依據中華民國實業部《中國經濟年鑑》（1934年出版）、內政部統計司編《民國十七年各省市戶口調査統計報告》（1931年出版）、主計處統計局編《中華民國統計提要》（1940年出版）、中華民國年鑑社編《中華民國年鑑》（1952年出版，頁19-21）所提供的人口數據： 
| 調查年代 | 戶數      | 人口       | 男性       | 女性       | 每戶平均人口 | 性別比例 |
| -------- | --------- | ---------- | ---------- | ---------- | ------------ | -------- |
| 1912年   | 4,731,000 | 28,518,000 | 14,882,000 | 13,637,000 | 6.03         | 109.10   |
| 1928年   | 無        | 30,566,000 | 無         | 無         | 無           | 無       |
| 1936年   | 5,839,000 | 34,290,000 | 18,274,000 | 16,016,000 | 5.87         | 114.10   |
| 1947年   | 5,238,000 | 29,654,000 | 15,098,000 | 14,556,000 | 5.66         | 103.73   |

據中華民國內政部戶政司於民國79年（1990年）臺閩地區戶口及住宅普查報告，臺閩地區籍貫為河南省的人數為13萬7830人，佔非臺灣省籍269萬4917人口當中的5.11%。

## 歷史沿革

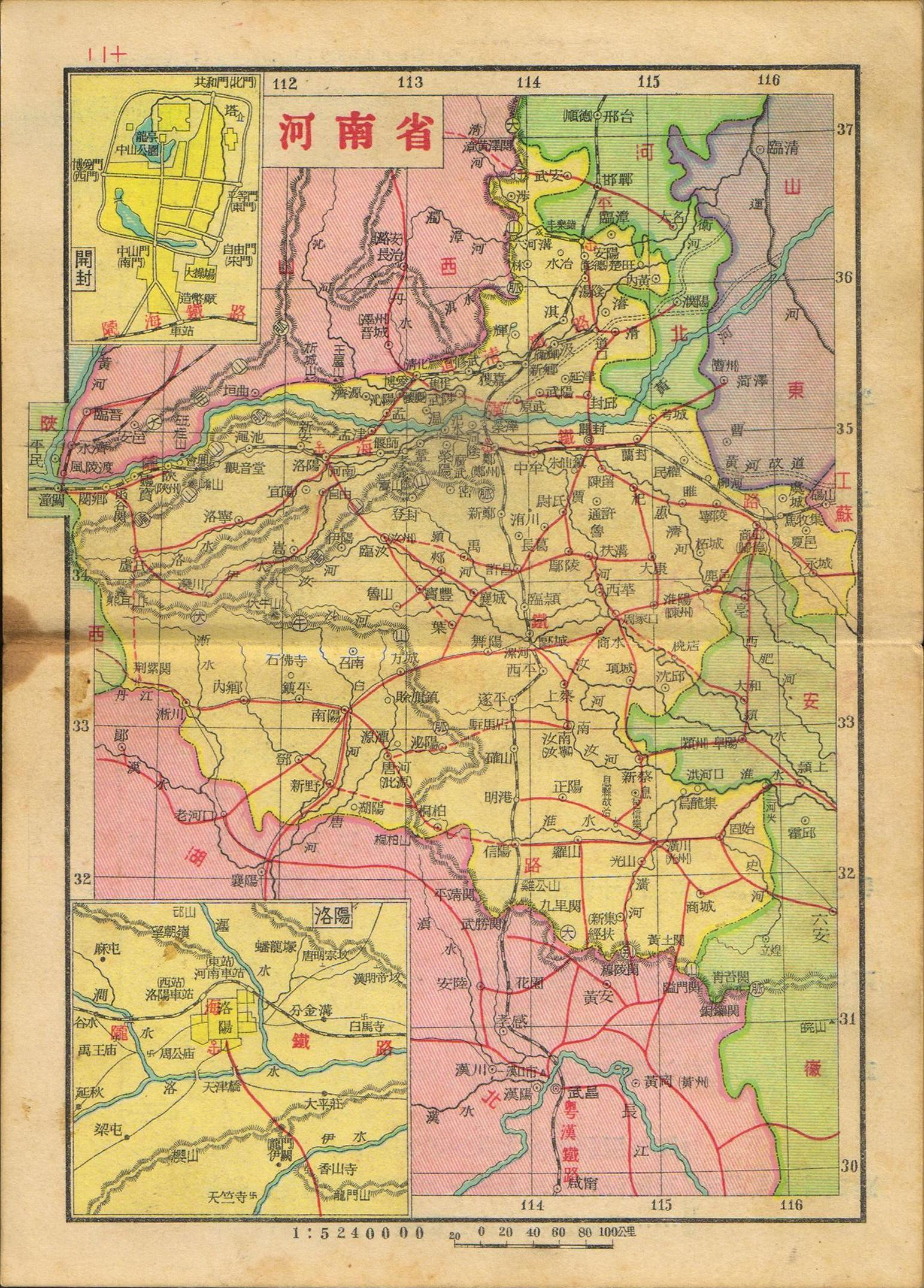
亞新地學社1936年《袖珍中華全圖》的河南省地圖

在20世紀初，隨著平漢鐵路（1906年通車）和隴海鐵路（1910年開封到洛陽段通車，1918年修到徐州，1925年修到海州，1927年到靈寶，1935年修到西安，1937年到寶雞，1945年到天水）的陸續修通，河南成為重要的交通樞紐。
民國元年（1912年），中華民國建立，廢府存道，設開封道、河洛道、汝陽道、河北道，道尹公置分別駐開封、洛陽、信陽、汲縣。北洋軍閥時期，民國9年（1920年），洛陽曾是直系軍閥吳佩孚的基地，設有兩湖巡閱使公署和陸軍第三師司令部。民國12年（1923年），河南省長公署遷至洛陽，洛陽成為河南省會。同年2月4日，京漢鐵路總工會宣佈京漢鐵路總同盟大罷工。2月7日吳佩孚對工人進行鎮壓，罷工領導人高斌及共產黨員林祥謙、施洋等40多人犧牲，300多人負傷。民國15年（1926年），馮玉祥參加北伐戰爭，進駐河南。民國19年（1930年），蔣中正和閻錫山、馮玉祥、李宗仁之間展開大規模內戰－中原大戰，河南是主要戰場。蔣中正的中央軍大獲全勝。民國17年（1928年）－21年（1932年）期間，共產黨的張國燾、徐向前等人在大別山區開闢武裝割據的鄂豫皖革命根據地，一度威脅武漢。新集（今新縣）是鄂豫皖根據地的首府。
民國27年（1938年）6月，日军攻占开封后，国民政府挖开郑州花园口黄河大堤以阻止日军进攻郑州、武汉，但也造成河南、安徽、江苏三省40余县成为黄泛区，89.3万人命丧黄泉，1200万人流离失所，被迫迁移；黄河直至1946年方才回归故道。1939年秋，河南省政府再次迁洛阳。
從民國36年（1947年）下半年起，中共解放軍轉入強大攻勢階段，河南戰場上的國軍只有招架之力。到民國37年（1948年）春夏，經洛陽戰役、宛西戰役、宛東戰役、豫東（開封、睢杞）戰役，國民政府土崩瓦解。國民黨各縣黨部也相繼解散，紛紛逃離。同年10月，省城開封易手，河南省黨部南逃，省政府遷往信陽，各縣（區）黨部隨之垮臺。

### 河南反清革命
光緒31年（1905年），孫中山在日本東京組織中國同盟會。留日河南籍學生踴躍參加，並建立同盟會河南支部，創辦《河南》等雜誌，宣傳鼓吹民族民主革命。與此同時劉純仁等在省內也建立革命團體。光緒32年（1906年），東京同盟會河南支部派人回開封秘密組建河南同盟會分部，聯絡省內革命志士，宣傳革命思想，準備起義。武昌起義勝利的消息一傳來，河南革命黨人奮起回應。在謀求省會開封獨立的同時，同盟會河南支部又組織多路起義，均未成功。
為支援河南革命黨人，同年11月至翌年2月，秦隴豫復漢軍、威武軍、淮上軍、旅鄂奮勇軍和湖北北伐軍分4路進取河南。在辛亥革命的影響下，寶豐縣人白朗率眾起義。孫中山發起反喪二次革命時，白朗軍以「中華民國扶漢討袁軍」的旗幟輾轉作戰。二次革命失敗後，轉戰於豫西南及皖、鄂等地，繼而驅陝西，入甘肅。民國3年（1914年）回師河南。白朗在寶豐、臨汝交界處殉難。

### 北洋軍閥混戰河南
民國5年（1916年）袁世凱死後，北洋軍閥在河南廝殺混戰。民國11年（1922年）4月第一次直奉戰爭爆發，奉軍戰敗。5月河南督軍趙倜命趙傑率兵驅直軍出豫，被直軍戰敗。民國14年（1925年）河南督辦胡景翼率國民二軍同直系憨玉琨爭戰，憨部慘敗。民國15年（1926年）吳佩孚指揮三路大軍討豫，繼任河南督辦岳維峻率國民二軍迎戰，潰不成軍。雙方死傷慘重。民國16年（1927年）1月吳佩孚與靳雲鶚內訌，以吳敗收場；2月奉軍進擊河南，靳雲鶚抗奉失敗。

### 北伐戰爭
民國15年（1926年）7月國民革命軍在廣東誓師北伐，12月國民政府由廣州遷至武漢。民國16年（1927年）4月12日，國民革命軍總司令蔣中正發動清黨，在南京另立國民政府，聯合桂、川等地方勢力三面包圍武漢國民政府，奉軍也進兵河南。武漢國民政府為了打破四面受敵的困境，經國共兩黨多次協商，決定出師北伐，與馮玉祥部會師中原，掃蕩奉系勢力。4月下旬北伐軍入豫沿平漢路北上，經西平、上蔡、臨潁等地激戰，奉軍敗退黃河北岸。同時，馮玉祥率20萬大軍入豫，6月與北伐軍會師鄭州。
6月10日，武漢國民政府要員汪兆銘、譚延闓等同馮玉祥在鄭州舉行會議，任命馮玉祥為河南省政府主席；設開封政治分會，以馮為主席，管轄豫、陝、甘三省。馮玉祥總攬了河南的軍政大權。因奉、魯軍盤據於豫北、豫東，豫中、豫西尚有一些小軍閥擁兵自重。馮玉祥為統一河南，相繼發動了反靳之戰、討伐豫東直魯聯軍之戰、安陽驅奉之戰等戰爭，皆獲勝利。

### 反蔣戰爭
民國17年（1928年）6月，北伐軍攻克北京後，蔣中正為了削弱其他軍閥勢力，隨後以編遣軍隊為名，於民國18年（1929年）1月召開了軍隊編遣會議，矛盾趨於激化。爆發兩次蔣馮戰爭。同年10月馮玉祥的西北軍將領宋哲元等通電反蔣，兵分3路入豫，連克豫西重鎮。蔣中正急調重兵增援，馮軍撤至潼關。唐生智於12月通電聯合石友三反蔣，但被擊敗，是為蔣唐戰爭。
民國19年（1930年）馮玉祥與閻錫山、李宗仁聯合，三系將領57人聯名發出反蔣通電，擁閻為中華民國陸海空軍總司令，李宗仁、馮玉祥、張學良為副總司令。4月1日，閻、馮、李分別宣佈就職，誓師討蔣。馮軍26萬入豫，晉軍20餘萬投入津浦、隴海戰場；蔣中正以4個軍團迎戰。前後歷時半年，雙方投入兵力百萬以上，最後晉軍撤退，馮軍失敗，11月初，閻、馮宣告失敗，通電下野。中原大戰結束。

### 剿共戰爭
民國16年（1927年）中共「八一會議」後，在河南發動確山劉店、陽四望山起義、商城等20多起武裝叛亂，分別建立起革命政權和根據地。民國19年（1930年）中共鄂豫皖邊特委成立，紅31師與32、33師合編為中國工農紅軍第一軍，多次挫敗了國軍對鄂豫皖革命根據地的軍事圍剿，擴大其勢力。
民國21年（1932年）蔣中正指揮大軍進行第四次圍剿，紅四方面軍因張國燾的錯誤指揮而失敗，主力被迫放棄根據地，向西逃亡，重建了紅25軍，繼而又組建了紅28軍，對抗國軍的清剿計劃。民國22年（1933年）國軍第五次圍剿之後，中共中央於民國23年（1934年）11月指示紅25軍向陝南「長征」，只留下紅28軍在鄂豫皖邊區進行遊擊戰爭，與國軍周旋。至民國27年（1938年）2月，紅28軍和桐柏山區的紅軍遊擊隊改編為國民革命軍新編第四軍第四支隊。

### 抗日戰爭
民國26年（1937年）日軍侵入河南省，國軍節節敗退。11月攻陷安陽。次年2月，豫北幾乎全陷。5月，日軍連陷豫東數城。6月6日開封失陷。9日國軍在鄭縣花園口炸破黃河大堤，以水抵擋日兵，造成百萬人民死於非命。8月，日軍華中派遣軍一部由皖入豫，國軍第71軍在固始東南部的富金山頑強抗擊後失陷。民國30年（1941年）1月日軍發起豫南戰役，第五戰區司令長官李宗仁率部，以很大傷亡代價，痛擊日軍。民國33年（1944年）4～5月間日軍發起河南戰役，攻陷豫中、豫西大片土地。民國34年（1945年）初國軍經豫西南會戰、鄂北會戰再次潰退。日軍在8年中先後佔領縣城113座，河南省僅有9縣未陷於日軍之手。
抗戰期間，中共領導的八路軍、新四軍先後挺進河南，建立起太行、太岳、冀魯豫、豫皖蘇、豫鄂邊、豫西等抗日根據地，正規軍發展到10萬人，民兵達20萬以上。日本投降前夕，攻克縣城有40餘座，統治2000餘萬人口。

### 國共內戰再起
民國34年（1945年）日本投降後，蔣中正迅速調動大量兵力，在日偽軍的協助下，進軍武漢、開封、鄭州、洛陽等地，重兵包圍了豫西、中原、豫皖蘇匪占區。為了反擊國軍的軍事進攻，晉冀魯豫和中原解放區根據中共中央指示，組建正規兵團，執行「向北發展，向南防禦」的戰略方針，調整部署，於10月發起桐柏戰役，相繼攻克桐柏、棗陽、新野、唐河4縣，控制了桐柏山地區。
民國35年（1946年）6月國軍以30萬兵力向中原軍區發起進攻，中原軍區向西突圍，轉移到豫西、鄂西、陝南、川東地區活動。晉冀魯豫野戰軍佔領隴海路徐、汴段和路南10餘縣，配合蘇皖解放軍作戰，並吸引圍追中原共軍的國軍增援隴海路，在豫東、豫北和魯西南地區輾轉機動，伺機殲敵。晉冀魯豫野戰軍主力先後發起出擊隴海路戰役、定陶戰役、鄄城戰役、滑縣戰役、巨金魚戰役等，殲滅大量國軍部隊，打亂了蔣中正的進攻部署。繼而發動豫北戰役和魯西南戰役。
民國36年（1947年）1月劉、鄧大軍兵分兩路，配合華東野戰軍剉敗了國軍魯南會戰的計劃，又在豫東取得勝利，使豫皖蘇軍區連成了一片。同年3月，劉、鄧大軍在豫北展開攻勢。豫北除少數城鎮外，多被中共解放軍所控。8月，劉、鄧率晉冀魯豫野戰軍12萬餘人挺進大別山區；陳賡、謝富治率晉冀魯豫野戰軍8萬餘人南渡黃河，進入豫西；陳毅、粟裕率華東野戰軍進軍豫皖蘇地區。國軍慌忙派大軍圍攻大別山。劉、鄧大軍迅速展開，使豫皖蘇根據地與大別山連在一起，威脅國軍的長江與大巴山防線。陳粟、陳謝大軍發起平漢、隴海鐵路破擊戰役，攻克許昌、漯河等城鎮50餘座，威逼信陽、武漢。
民國37年（1948年）3月，華野兩個縱隊和陳、謝兵團攻克洛陽後主動撤離。4月陳賡率部再克洛陽。5月陳賡指揮發起宛西戰役，使豫西與桐柏根據地聯成一片。晉冀魯豫野戰軍改稱中原野戰軍，發動宛東戰役。華東野戰軍於6月全殲開封國軍後又撤出開封，發起睢杞戰役。10月鄧小平、陳毅指揮4個縱隊攻克鄭州後，開封、南陽國軍棄城逃亡，國軍僅剩豫北、豫南的信陽、安陽、新鄉等10餘個據點，其餘均被解放軍攻克。民國38年（1949年）1月徐蚌會戰結束，解放軍消滅國軍近60萬人。解放軍集結河南，準備渡江作戰。4月16日，解放军发起安新战役。此时，國軍在河南省仅控制新乡县、安阳县两座县城，亦是中华民国政府在华北平原最后据守的两座城池。5月6日，解放军全歼安阳守军，攻占安阳城。6月12日，靈寶地區的殘餘國軍宣布投降。

## 管轄範圍
民國36年（1947年）河南省土地面積為165141平方公里。轄境基本與清代相似，今安徽省的金寨縣大部、湖北省的大悟縣東部已劃出。民國25年（1936年），因河北、河南兩省政府的請求，為“便利行政並整理冀豫兩省區域”，內政部奉準將河北省的長垣、濮陽、東明三縣劃歸河南省，將河南省的武安、涉縣2縣劃歸河北省。後未實行:97。東接江蘇、安徽、山東，北鄰河北、山西，西界陝西，南接湖北。

## 行政區劃

### 省、縣之間的行政區

#### 道制
- 开封道
- 河北道
- 河洛道
- 汝阳道

#### 行政長區
民國16年（1927年）秋，馮玉祥為河南省政府主席時，設立豫北、豫東、豫西、豫南4區行政長公署。民國17年（1928年）1月增設豫中一區、二區行政長公署；將豫北區改為豫北一、二區，豫東區改設為豫東一、二區；4月增設豫北三區、豫東三區及豫西二、三區和豫南二、三區。至此，全省共設14個行政長公署。7月19日省政府令：自7月25日起，撤銷行政長公署，改為吏治視察專員。7月26日省政府公佈《吏治視察專員規程》規定，全省劃為5個視察區，即第一視察區（豫中）、第二視察區（豫東）、第三視察區（豫南）、第四視察區（豫西）和第五視察區（豫北）。設吏治視察專員5人。視察區不列為行政區，吏治視察專員設在省政府。
民國17年（1928年）1月23日省政府令：在直隸、山東兩省政府未正式成立前，該兩省內業經克復縣份，應暫歸河南省政府統轄，在濮陽設直南行政長公署；在菏澤設魯西行政長公署。4月29日省政府令：撤銷直南、魯西兩行政長公署，「所有政務歸中央戰地政務委員會辦理」。
民國16年（1927年）秋至17年（1928年）7月期間各行政長公署如下：
- 豫東第一行政長公署，公署駐開封縣，轄開封、尉氏、通許、陳留、蘭封、杞縣、考城7縣。
- 豫東第二行政長公署，公署駐商邱縣，轄商邱、寧陵、永城、夏邑、虞城、柘城、睢縣、民權8縣。
- 豫東第三行政長公署，公署駐淮陽縣，轄淮陽、西華、鹿邑、沈丘、商水、太康、扶溝、項城8縣。
- 豫中第一行政長公署，公署駐鄭縣，轄鄭縣、滎陽、滎澤、河陰、汜水、新鄭、中牟、密縣8縣。
- 豫中第二行政長公署，公署駐許昌縣，轄許昌、長葛、鄢陵、洧川、禹縣、臨潁、郾城、襄城、葉縣9縣。
- 豫南第一行政長公署，公署駐信陽縣，轄信陽、確山、遂平、西平、泌陽、桐柏、舞陽、汝南、上蔡9縣。
- 豫南第二行政長公署，公署駐南陽縣，轄南陽、方城、鎮平、內鄉、淅川、鄧縣、南召、新野、唐河9縣。
- 豫南第三行政長公署，公署駐潢川縣，轄潢川、商城、光山、固始、息縣、正陽、羅山、新蔡8縣。
- 豫西第一行政長公署，公署駐洛陽縣，轄洛陽、自由、平等、偃師、孟津、鞏縣、新安、宜陽8縣。
- 豫西第二行政長公署，公署駐臨汝縣，轄臨汝、郟縣、魯山、寶豐、登封、伊陽6縣。
- 豫西第三行政長公署，公署駐陝縣，轄陝縣、靈寶、閿鄉、澠池、洛寧、嵩縣、盧氏7縣。
- 豫北第一行政長公署，公署駐汲縣，轄汲縣、新鄉、陽武、封丘、延津、滑縣、浚縣、輝縣、淇縣9縣。
- 豫北第二行政長公署，公署駐博愛縣，轄博愛、沁陽、修武、武陟、濟源、原武、獲嘉、溫縣、孟縣9縣。
- 豫北第三行政長公署，公署駐安陽縣，轄安陽、湯陰、內黃、臨漳、林縣、涉縣、武安7縣。
- 直南行政長公署，公署駐濮陽縣，轄濮陽、東明、長垣、清豐4縣。
- 魯西行政長公署，公署駐菏澤縣，轄菏澤、曹縣、定陶、城武、金鄉、單縣、鄆城、嘉祥7縣。

#### 行政督察區
民國21年（1932年）8月，國民政府行政院頒佈《行政督察專員公署暫行條例》，規定省以下設行政督察專員公署（1937年改稱行政督察專員兼保安司令公署），為省政府的輔助機關。為圍剿紅軍區域，該年8月豫鄂皖三省剿匪總部另頒《剿匪區內各省行政督察專員公署組織條例》，9月初步規劃全省為14個行政督察區，但未實行。各區如下：
- 第一區，專署駐杞縣，轄杞縣、開封、陳留、蘭封、考城、通許、尉氏、洧川、中牟9縣。
- 第二區，專署駐商邱縣，轄商邱、寧陵、民權、永城、夏邑、虞城、睢縣、柘城8縣。
- 第三區，專署駐淮陽縣，轄淮陽、沈丘、太康、項城、商水、西華、鹿邑、扶溝8縣。
- 第四區，專署駐鄭縣，轄鄭縣、廣武、滎陽、汜水、密縣、新鄭、長葛、禹縣8縣。
- 第五區，專署駐許昌縣，轄許昌、臨潁、襄城、鄢陵、郾城、郟縣、臨汝、魯山、寶豐9縣。
- 第六區，專署駐南陽縣，轄南陽、方城、新野、桐柏、唐河、泌陽、南召、舞陽8縣。
- 第七區，專署駐內鄉縣，轄內鄉、淅川、鄧縣、鎮平4縣。
- 第八區，專署駐汝南縣，轄汝南、上蔡、新蔡、西平、遂平、正陽、確山7縣。
- 第九區，專署駐潢川縣，轄潢川、光山、固始、息縣、商城、信陽、羅山7縣。
- 第十區，專署駐洛陽縣，轄洛陽、鞏縣、偃師、孟津、登封、宜陽、伊川、嵩縣8縣。
- 第十一區，專署駐陝縣，轄陝縣、靈寶、閿鄉、盧氏、新安、澠池6縣。
- 第十二區，專署駐安陽縣，轄安陽、林縣、臨漳、湯陰、武安、涉縣、內黃7縣。
- 第十三區，專署駐新鄉縣，轄新鄉、汲縣、滑縣、浚縣、淇縣、陽武、延津、封丘、輝縣9縣。
- 第十四區，專署駐沁陽縣，轄沁陽、博愛、修武、溫縣、孟縣、濟源、原武、獲嘉8縣。

民國21年（1932年）11月，進行第一次調整改劃，設11個行政督察專員公署。如下:381-382：

民國27年（1938年）8月進行第二次調整，從第一區劃出開封、通許2縣，第二區劃出陳留、蘭封、考城、民權、睢縣、杞縣6縣，增設第十二區，專署駐蘭封縣；11月，從第三區劃出滑縣、浚縣、內黃3縣，第四區劃出原武、陽武、延津、封邱、輝縣5縣，增設第十三區，專署駐滑縣；第七區鹿邑縣移屬第二區。民國28年（1939年）9月，進行個別地區區劃調整。民國31年（1942年）6月，再次進行區劃調整，撤銷第十三區，將其轄縣劃歸第三、第四區管轄，抗戰結束後仍為12個行政督察區，行政院於民國36年（1947年）6月核准備案。各區如下:382-383：

### 縣級行政區
民國38年（1949年）時，河南省劃分為12行政督察區，下轄111縣。民國77年（1988年）7月，行政院公布《中華民國各省（市）縣（市）行政區域代碼》，為各省縣市編定代碼，該法規於民國94年（2005年）10月停用。河南省各縣、市、局沿革情況如下：
| 河南省     | 河南省   | 河南省 | 河南省 | 河南省 | 河南省                                                   | 河南省       | 河南省 |
| 行政督察區 | 專署駐地 | 代碼   | 縣等級 | 縣市局 | 駐地(2023年4月)                                          | 北洋時期     | 沿革 |
| ---------- | -------- | ------ | ------ | ------ | -------------------------------------------------------- | ------------ | --- |
| 第一區     | 鄭縣     | 17001  | 一等   | 開封縣 | 今開封市城區                                             | 開封道(駐地) | 清代為開封府附郭祥符縣。民國元年（1912年）已廢，由開封府直轄。民國2年（1913年）2月復置並改名，以清代開封府名命名。為河南省會。 |
| 第一區     | 鄭縣     | 17005  | 四等   | 尉氏縣 | 今尉氏縣駐地兩湖街道                                     | 開封道       | |
| 第一區     | 鄭縣     | 17006  | 五等   | 洧川縣 | 今尉氏縣西南洧川鎮                                       | 開封道       | |
| 第一區     | 鄭縣     | 17008  | 五等   | 中牟縣 | 今中牟縣駐地廣惠街街道                                   | 開封道       | |
| 第一區     | 鄭縣     | 17011  | 三等   | 密縣   | 今新密市駐地青屏街街道                                   | 開封道       | |
| 第一區     | 鄭縣     | 17012  | 四等   | 新鄭縣 | 今新鄭市駐地新華路街道                                   | 開封道       | |
| 第一區     | 鄭縣     | 17034  | 五等   | 長葛縣 | 今長葛市駐地東老城鎮                                     | 開封道       | |
| 第一區     | 鄭縣     | 17035  | 二等   | 鄭縣   | 今鄭州市城區                                             | 開封道       | 清代為鄭州直隸州直轄地。民國2年（1913年）2月改為縣。 |
| 第一區     | 鄭縣     | 17036  | 五等   | 滎陽縣 | 今滎陽市駐地索河街道                                     | 開封道       | |
| 第一區     | 鄭縣     | 17037  | 五等   | 廣武縣 | 河陰城（今滎陽市東北廣武鎮）                             | (開封道)     | 原為滎澤縣、河陰縣。滎澤縣在今鄭州市惠濟區東北古滎鎮。因滎澤、河陰兩縣“土地、財賦均難獨立，為整齊區域，便於行政起見。”，民國20年（1931年）6月合併為廣武縣。 |
| 第一區     | 鄭縣     | 17038  | 五等   | 汜水縣 | 今滎陽市西北汜水鎮                                       | 開封道       | |
| 第二區     | 商邱縣   | 17013  | 一等   | 商邱縣 | 今商丘市市區                                             | 開封道       | 清代為歸德府附郭縣。民國元年（1912年）已廢，由歸德府直轄。民國2年（1913年）2月復置。 |
| 第二區     | 商邱縣   | 17014  | 五等   | 寧陵縣 | 今寧陵縣駐地城關鎮                                       | 開封道       | |
| 第二區     | 商邱縣   | 17015  | 二等   | 鹿邑縣 | 今鹿邑縣駐地真源街道                                     | 開封道       | |
| 第二區     | 商邱縣   | 17016  | 四等   | 夏邑縣 | 今夏邑縣駐地城關鎮                                       | 開封道       | |
| 第二區     | 商邱縣   | 17017  | 一等   | 永城縣 | 今永城市駐地城關鎮                                       | 開封道       | |
| 第二區     | 商邱縣   | 17018  | 五等   | 虞城縣 | 今虞城縣駐地城關鎮                                       | 開封道       | |
| 第二區     | 商邱縣   | 17022  | 四等   | 柘城縣 | 今柘城縣駐地城關鎮                                       | 開封道       | |
| 第三區     | 安陽縣   | 17039  | 三等   | 汲縣   | 今衛輝市駐地城郊鄉                                       | 河北道(駐地) | 清代為衛輝府附郭縣。民國元年（1912年）已廢，由衛輝府直轄。民國2年（1913年）2月復置。 |
| 第三區     | 安陽縣   | 17041  | 一等   | 安陽縣 | 今安陽市城區                                             | 河北道       | 清代為彰德府附郭縣。民國元年（1912年）已廢，由彰德府直轄。民國2年（1913年）2月復置。 |
| 第三區     | 安陽縣   | 17042  | 四等   | 湯陰縣 | 今湯陰縣駐地城關鎮                                       | 河北道       | |
| 第三區     | 安陽縣   | 17043  | 四等   | 臨漳縣 | 今河北省臨漳縣駐地臨漳鎮                                 | 河北道       | |
| 第三區     | 安陽縣   | 17044  | 三等   | 林縣   | 今林州市駐地開元街道                                     | 河北道       | |
| 第三區     | 安陽縣   | 17045  | 四等   | 內黃縣 | 今內黃縣駐地城關鎮                                       | 河北道       | |
| 第三區     | 安陽縣   | 17046  | 三等   | 武安縣 | 今河北省武安市駐地武安鎮                                 | 河北道       | |
| 第三區     | 安陽縣   | 17047  | 五等   | 涉縣   | 今河北省涉縣駐地涉城鎮                                   | 河北道       | |
| 第三區     | 安陽縣   | 17050  | 五等   | 淇縣   | 今淇縣駐地朝歌街道                                       | 河北道       | |
| 第三區     | 安陽縣   | 17053  | 三等   | 濬縣   | 今浚縣駐地衛溪街道                                       | 河北道       | |
| 第三區     | 安陽縣   | 17054  | 一等   | 滑縣   | 今滑縣東南城關街道                                       | 河北道       | |
| 第四區     | 新鄉縣   | 17040  | 三等   | 武陟縣 | 木欒店（今武陟縣駐地木城街道西南、大虹橋鄉東北沁河河道） | 河北道       | |
| 第四區     | 新鄉縣   | 17048  | 二等   | 新鄉縣 | 今新鄉市城區                                             | 河北道       | |
| 第四區     | 新鄉縣   | 17049  | 四等   | 獲嘉縣 | 今獲嘉縣駐地城關鎮                                       | 河北道       | |
| 第四區     | 新鄉縣   | 17051  | 三等   | 輝縣   | 今輝縣市駐地城關街道                                     | 河北道       | |
| 第四區     | 新鄉縣   | 17052  | 五等   | 延津縣 | 今延津縣駐地萬壽街道                                     | 河北道       | |
| 第四區     | 新鄉縣   | 17055  | 五等   | 封邱縣 | 今封丘縣駐地城關鎮                                       | 河北道       | |
| 第四區     | 新鄉縣   | 17056  | 三等   | 沁陽縣 | 今沁陽市駐地覃懷街道                                     | 河北道       | 清代為懷慶府附郭縣河內縣。民國元年（1912年）已廢，由懷慶府直轄。民國2年（1913年）2月復置並改名，以故沁陽城為名:79。 |
| 第四區     | 新鄉縣   | 17057  | 三等   | 博愛縣 | 今博愛縣駐地清化鎮街道                                   | (河北道)     | 民國16年（1927年）8月河南省政府析沁陽縣東北部丹河以東、沁河以北地置，並勘劃界線，設立縣政府。國民政府於民國18年（1929年）7月令准。以孫中山三民主義之“博愛”得名。 |
| 第四區     | 新鄉縣   | 17058  | 三等   | 濟源縣 | 今濟源市駐地沁園街道                                     | 河北道       | |
| 第四區     | 新鄉縣   | 17059  | 五等   | 原武縣 | 今原陽縣西南原武鎮                                       | 河北道       | |
| 第四區     | 新鄉縣   | 17060  | 四等   | 修武縣 | 今修武縣駐地城關鎮                                       | 河北道       | |
| 第四區     | 新鄉縣   | 17061  | 四等   | 孟縣   | 今孟州市駐地會昌街道                                     | 河北道       | |
| 第四區     | 新鄉縣   | 17062  | 四等   | 溫縣   | 今溫縣駐地溫泉街道                                       | 河北道       | |
| 第四區     | 新鄉縣   | 17063  | 五等   | 陽武縣 | 今原陽縣駐地城關鎮                                       | 河北道       | |
| 第五區     | 許昌縣   | 17007  | 三等   | 鄢陵縣 | 今鄢陵縣駐地安陵鎮                                       | 開封道       | |
| 第五區     | 許昌縣   | 17010  | 一等   | 禹縣   | 今禹州市駐地潁川街道                                     | 開封道       | 清代為禹州，民國2年（1913年）2月改為縣。民國17年（1928年）析登封、禹縣地置民治縣，治白沙（今禹州市西北花石鎮）。民國20年（1931年）裁撤，併入登封、禹縣。 |
| 第五區     | 許昌縣   | 17030  | 一等   | 許昌縣 | 今許昌市城區                                             | 開封道       | 清代為許州直隸州直轄地，民國2年（1913年）2月改為縣。 |
| 第五區     | 許昌縣   | 17031  | 四等   | 臨潁縣 | 今臨潁縣駐地城關街道                                     | 開封道       | |
| 第五區     | 許昌縣   | 17032  | 二等   | 襄城縣 | 今襄城縣駐地城關鎮                                       | 開封道       | |
| 第五區     | 許昌縣   | 17033  | 二等   | 郾城縣 | 今漯河市郾城區駐地龍塔街道                               | 開封道       | |
| 第五區     | 許昌縣   | 17078  | 二等   | 臨汝縣 | 今汝州市駐地煤山街道                                     | 河洛道       | 清代為汝州直隸州直轄地，民國2年（1913年）2月改縣:80。因城南臨汝水，故名。 |
| 第五區     | 許昌縣   | 17079  | 三等   | 魯山縣 | 今魯山縣駐地魯陽街道                                     | 河洛道       | |
| 第五區     | 許昌縣   | 17080  | 四等   | 郟縣   | 今郟縣駐地龍山街道                                       | 河洛道       | |
| 第五區     | 許昌縣   | 17081  | 四等   | 寶豐縣 | 今寶豐縣駐地城關鎮                                       | 河洛道       | |
| 第六區     | 南陽縣   | 17085  | 一等   | 南陽縣 | 今南陽市城區                                             | 汝陽道       | 清代為南陽府附郭縣。民國元年（1912年）已廢，有南陽府直轄。民國2年（1913年）2月復置。 |
| 第六區     | 南陽縣   | 17086  | 五等   | 南召縣 | 今南召縣駐地城關鎮                                       | 汝陽道       | 因縣治偏僻，民國32年（1943年）2月移治地勢適中的李青店，即今治。 |
| 第六區     | 南陽縣   | 17087  | 三等   | 鎮平縣 | 今鎮平縣駐地涅陽街道                                     | 汝陽道       | |
| 第六區     | 南陽縣   | 17088  | 二等   | 唐河縣 | 今唐河縣駐地濱河街道                                     | 汝陽道       | 清代為唐縣，因與直隸省縣名重名，民國3年（1914年）1月改名沘源縣。因境內大狐山為沘水之源，故名。民國12年（1923年）3月再次改名:80，因縣境北部唐河得名。 |
| 第六區     | 南陽縣   | 17089  | 三等   | 泌陽縣 | 今泌陽縣駐地泌水街道                                     | 汝陽道       | |
| 第六區     | 南陽縣   | 17090  | 五等   | 桐柏縣 | 今桐柏縣駐地城關鎮                                       | 汝陽道       | |
| 第六區     | 南陽縣   | 17091  | 二等   | 鄧縣   | 今鄧州市駐地花洲街道                                     | 汝陽道       | 清代為鄧州，民國2年（1913年）2月改為縣。 |
| 第六區     | 南陽縣   | 17092  | 二等   | 內鄉縣 | 今內鄉縣駐地城關鎮                                       | 汝陽道       | |
| 第六區     | 南陽縣   | 17093  | 四等   | 新野縣 | 今新野縣駐地漢城街道                                     | 汝陽道       | |
| 第六區     | 南陽縣   | 17094  | 二等   | 方城縣 | 今方城縣駐地鳳瑞街道                                     | 汝陽道       | 清代為裕州，民國2年（1913年）2月改為縣:80，以古縣名為名。 |
| 第六區     | 南陽縣   | 17095  | 二等   | 舞陽縣 | 今舞陽縣駐地舞泉鎮                                       | 汝陽道       | |
| 第六區     | 南陽縣   | 17096  | 二等   | 葉縣   | 今葉縣駐地昆陽街道                                       | 汝陽道       | |
| 第六區     | 南陽縣   | 17111  | 三等   | 淅川縣 | 今淅川縣老城鎮 西南丹江河道中                            | 汝陽道       | 清代為淅川直隸廳，民國2年（1913年）2月改為縣。 |
| 第七區     | 淮陽縣   | 17023  | 一等   | 淮陽縣 | 今周口市淮陽區駐地城關回族鎮                             | 開封道       | 清代為陳州府附郭縣淮寧縣。民國元年（1912年）已廢，由陳州府直轄。民國2年（1913年）2月復置並改名，因古縣名得名:79。 |
| 第七區     | 淮陽縣   | 17024  | 五等   | 商水縣 | 今商水縣駐地新城街道                                     | 開封道       | |
| 第七區     | 淮陽縣   | 17025  | 二等   | 西華縣 | 今西華縣駐地媧城街道                                     | 開封道       | |
| 第七區     | 淮陽縣   | 17026  | 三等   | 項城縣 | 今項城市南秣陵鎮                                         | 開封道       | |
| 第七區     | 淮陽縣   | 17027  | 三等   | 沈邱縣 | 今沈丘縣東南老城鎮                                       | 開封道       | |
| 第七區     | 淮陽縣   | 17028  | 一等   | 太康縣 | 今太康縣駐地城關回族鎮                                   | 開封道       | |
| 第七區     | 淮陽縣   | 17029  | 四等   | 扶溝縣 | 今扶溝縣駐地桐丘街道                                     | 開封道       | |
| 第八區     | 汝南縣   | 17097  | 一等   | 汝南縣 | 今汝南縣駐地汝寧街道                                     | 汝陽道       | 清代為汝寧府附郭汝陽縣，民國元年（1912年）已廢，由汝寧府直轄。民國2年（1913年）2月復置並改名，因清代汝南府得名:79。 |
| 第八區     | 汝南縣   | 17098  | 四等   | 正陽縣 | 今正陽縣駐地真陽街道                                     | 汝陽道       | |
| 第八區     | 汝南縣   | 17099  | 三等   | 上蔡縣 | 今上蔡縣駐地重陽街道                                     | 汝陽道       | |
| 第八區     | 汝南縣   | 17100  | 三等   | 新蔡縣 | 今新蔡縣駐地古呂街道                                     | 汝陽道       | |
| 第八區     | 汝南縣   | 17101  | 三等   | 西平縣 | 今西平縣駐地柏城街道                                     | 汝陽道       | |
| 第八區     | 汝南縣   | 17102  | 四等   | 遂平縣 | 今遂平縣駐地灈陽街道                                     | 汝陽道       | |
| 第八區     | 汝南縣   | 17103  | 三等   | 確山縣 | 今確山縣駐地盤龍街道                                     | 汝陽道       | |
| 第九區     | 潢川縣   | 17084  | 一等   | 信陽縣 | 今信陽市城區                                             | 汝陽道(駐地) | 清代為信陽州。民國2年（1913年）2月改為縣。 |
| 第九區     | 潢川縣   | 17104  | 三等   | 羅山縣 | 今羅山縣駐地寶城街道                                     | 汝陽道       | |
| 第九區     | 潢川縣   | 17105  | 二等   | 潢川縣 | 今潢川縣駐地定城街道                                     | 汝陽道       | 清代為光州直隸州直轄地，民國2年（1913年）2月改為縣:80，因縣城瀕潢水西北岸，故名。 |
| 第九區     | 潢川縣   | 17106  | 三等   | 光山縣 | 今光山縣駐地紫水街道                                     | 汝陽道       | |
| 第九區     | 潢川縣   | 17107  | 五等   | 經扶縣 | 今新縣駐地新集鎮                                         | (汝陽道)     | 民國22年（1933年）9月國民政府令准析光山縣新集一帶地方置。以進攻鄂豫皖蘇區的國民革命軍將領劉峙別號命名。 |
| 第九區     | 潢川縣   | 17108  | 二等   | 固始縣 | 今固始縣駐地秀水街道                                     | 汝陽道       | |
| 第九區     | 潢川縣   | 17109  | 三等   | 息縣   | 今息縣駐地譙樓街道                                       | 汝陽道       | 民國24年（1935年）6月遷治包信集（今息縣東北包信鎮）:15。 |
| 第九區     | 潢川縣   | 17110  | 三等   | 商城縣 | 今商城縣駐地赤城街道                                     | 汝陽道       | |
| 第十區     | 洛陽縣   | 17064  | 一等   | 洛陽縣 | 今洛陽市城區                                             | 河洛道(駐地) | 清代為河南府附郭縣。 |
| 第十區     | 洛陽縣   | 17066  | 四等   | 偃師縣 | 今洛陽市偃師區東南槐新街道                               | 河洛道       | 民國24年（1935年）夏，伊、洛、黃三河同時漲溢，縣城被淹，縣政府暫遷北窯，後移槐廟（今槐新街道槐廟村）。旋在火車站北邙嶺半坡上籌建新城，民國26年（1937年）縣政府遷入新城，即今槐新街道:97。 |
| 第十區     | 洛陽縣   | 17067  | 三等   | 鞏縣   | 今鞏義市東北站街鎮                                       | 河洛道       | 民國17年（1928年）因縣城內長期積水，奉省政府令遷鰲嶺（今鞏義市東北站街鎮）:54。 |
| 第十區     | 洛陽縣   | 17068  | 五等   | 孟津縣 | 今洛陽市孟津區東會盟鎮                                   | 河洛道       | |
| 第十區     | 洛陽縣   | 17069  | 五等   | 宜陽縣 | 今宜陽縣駐地城關鎮                                       | 河洛道       | |
| 第十區     | 洛陽縣   | 17070  | 五等   | 登封縣 | 今登封市駐地嵩陽街道                                     | 河洛道       | |
| 第十區     | 洛陽縣   | 17074  | 三等   | 嵩縣   | 今嵩縣東北陸渾水庫區                                     | 河洛道       | |
| 第十區     | 洛陽縣   | 17082  | 五等   | 伊陽縣 | 今汝陽縣駐地城關鎮                                       | 河洛道       | |
| 第十區     | 洛陽縣   | 17083  | 四等   | 伊川縣 | 今伊川縣東南白沙鎮                                       | (河洛道)     | 民國16年（1927年）12月河南省政府析洛陽、登封、臨汝、伊陽4縣地置自由縣，並勘劃界線、設立縣治。國民政府於民國18年（1929年）7月核准日:9。為便利行政，民國21年（1932年）10月改名:3。因伊水得名。後因縣城白沙“地方太偏於東，行政不便”，民國22年7月移駐南府店:9，即今縣駐地城關街道。                                                                                     |
| 第十一區   | 陝縣     | 17065  | 二等   | 陝縣   | 今三門峽市湖濱區陝州故城                                 | 河洛道       | 清代為陝州直隸州直轄地，民國2年（1913年）2月改為縣。 |
| 第十一區   | 陝縣     | 17071  | 三等   | 洛寧縣 | 今洛寧縣駐地城關鎮                                       | 河洛道       | 清代為永寧縣，因與四川省永寧道重名，民國3年6月改名:80。因洛河得名。 |
| 第十一區   | 陝縣     | 17072  | 五等   | 新安縣 | 今新安縣駐地城關鎮                                       | 河洛道       | |
| 第十一區   | 陝縣     | 17073  | 五等   | 澠池縣 | 今澠池縣駐地城關鎮                                       | 河洛道       | |
| 第十一區   | 陝縣     | 17075  | 二等   | 靈寶縣 | 今靈寶市駐地城關鎮                                       | 河洛道       | |
| 第十一區   | 陝縣     | 17076  | 四等   | 閿鄉縣 | 今靈寶市西三門峽水庫區                                   | 河洛道       | |
| 第十一區   | 陝縣     | 17077  | 三等   | 盧氏縣 | 今盧氏縣駐地城關鎮                                       | 河洛道       | |
| 第十二區   | 蘭封縣   | 17002  | 四等   | 陳留縣 | 今開封市祥符區东南陳留鎮                                 | 開封道       | |
| 第十二區   | 蘭封縣   | 17003  | 一等   | 杞縣   | 今杞縣駐地金城街道                                       | 開封道       | |
| 第十二區   | 蘭封縣   | 17004  | 四等   | 通許縣 | 今通許縣駐地咸平街道                                     | 開封道       | |
| 第十二區   | 蘭封縣   | 17009  | 五等   | 蘭封縣 | 今蘭考縣駐地蘭陽街道                                     | 開封道       | |
| 第十二區   | 蘭封縣   | 17019  | 三等   | 睢縣   | 今睢縣駐地城關鎮                                         | 開封道       | 清代為睢州，民國2年（1913年）2月改為縣。 |
| 第十二區   | 蘭封縣   | 17020  | 五等   | 民權縣 | 李壩集（今民權縣駐地綠洲街道）                           | (開封道)     | 民國17年（1928年）3月河南省政府析杞縣東北部、睢縣北部置，國民政府於民國18年（1929年）7月核准:9，以孫中山三民主義之“民權”得名。民國37年（1948年）徙今縣駐地城關鎮火車站。 |
| 第十二區   | 蘭封縣   | 17021  | 五等   | 考城縣 | 今蘭考縣東北堌陽鎮                                       | 開封道       | |
| 其他       | 其他     | 不適用 | 不適用 | 開封市 | 今開封市城區                                             | （開封道）   | 民國16年（1927年）析開封縣城區置開封市政籌備處，民國18年（1929年）9月改組為市政府:139。民國19年（1930年）9月，河南省政府以市縣分治增加負擔，且開封市人口不及20萬，決議裁撤。國民政府於民國20年（1931年）1月令准:24。民國24年（1925年）冬，河南省政府因省會地方關係重要，應另行設市:420，以資治理。民國25年（1936年）1月，國民政府令准:24。同年5月撤銷，併入開封縣。 |
| 其他       | 其他     | 不適用 | 不適用 | 鄭州市 | 今鄭州市城區                                             | （開封道）   | 民國16年（1927年）析鄭縣城區置鄭州市政籌備處，民國17年（1928年）3月改組為市政府。民國20年（1931年）1月17日，國民政府令准裁撤，併入鄭縣:24。 |
| 其他       | 其他     | 不適用 | 不適用 | 平等縣 | 辛營（新營，今伊川縣西南平等鄉）                         | 河洛道       | 民國16年（1927年）12月河南省政府析嵩縣、洛陽、宜陽、伊陽4縣地置平等縣，並勘劃界線完竣，設立縣治。國民政府於民國18年（1929年）7月核准:9。以孫中山“自由、平等、博愛”之名。民國20年（1931年）裁撤:7，併入伊陽、嵩、宜陽、自由4縣。實際裁撤時間在民國22年（1933年）10月:95。                                                                                            |

## 行政區劃年表
| 河南省行政區劃年表                                                        |          |     |    |    |             | |
| 說明：「?」表示不能確定其發生年份或月份，故放於最有可能的一年內，詳見注釋 |          |     |    |    |             | |
| 西元                                                                      | 民國紀元 | 縣  | 市 | 局 | 其他        | 行政區劃變更 |
| 1912年                                                                    | 民國1年  | 89  |    |    | 9州 1直隸廳 | - 廢開封府附郭祥符縣（?月） - 廢歸德府附郭商邱縣（?月） - 廢衛輝府附郭汲縣（?月） - 廢彰德府附郭安陽縣（?月） - 廢懷慶府附郭河內縣（?月） - 廢南陽府附郭南陽縣（?月） - 廢陳州府附郭淮寧縣（?月） - 廢汝寧府附郭汝陽縣（?月） |
| 1913年                                                                    | 民國2年  | 108 |    |    |             | - 復置祥符縣，並改名開封縣（2月） - 改鄭州直隸州為鄭縣（2月） - 復置商邱縣（2月） - 復置汲縣（2月） - 復置安陽縣（2月） - 復置河內縣，並改名沁陽縣（2月） - 改禹州為禹縣（2月） - 改許州直隸州為許昌縣（2月） - 改汝州直隸州為臨汝縣（2月） - 復置南陽縣（2月） - 改鄧州為鄧縣（2月） - 改裕州為方城縣（2月） - 改淅川直隸廳為淅川縣（2月） - 復置淮寧縣，並改名淮陽縣（2月） - 復置汝寧縣，並改名汝南縣（2月） - 改信陽州為信陽縣（2月） - 改光州直隸州為潢川縣（2月） - 改陝州直隸州為陝縣（2月） - 改睢州為睢縣（2月） |
| 1914年                                                                    | 民國3年  | 108 |    |    |             | - 永寧縣改名沘源縣（1月） |
| 1915年                                                                    | 民國4年  | 108 |    |    |             | |
| 1916年                                                                    | 民國5年  | 108 |    |    |             | |
| 1917年                                                                    | 民國6年  | 108 |    |    |             | |
| 1918年                                                                    | 民國7年  | 108 |    |    |             | |
| 1919年                                                                    | 民國8年  | 108 |    |    |             | |
| 1920年                                                                    | 民國9年  | 108 |    |    |             | |
| 1921年                                                                    | 民國10年 | 108 |    |    |             | |
| 1922年                                                                    | 民國11年 | 108 |    |    |             | |
| 1923年                                                                    | 民國12年 | 108 |    |    |             | - 沘源縣改名唐河縣（3月） |
| 1924年                                                                    | 民國13年 | 108 |    |    |             | |
| 1925年                                                                    | 民國14年 | 108 |    |    |             | |
| 1926年                                                                    | 民國15年 | 108 |    |    |             | |
| 1927年                                                                    | 民國16年 | 111 |    |    | 2市政籌備處 | - 析開封城區置市政籌備處（?月） - 析鄭縣城區置鄭州市政籌備處（?月） - 析沁陽縣置博愛縣（8月） - 析洛陽、登封、臨汝、伊陽置自由縣（12月） - 析嵩縣、洛陽、宜陽、伊陽置平等縣（12月） |
| 1928年                                                                    | 民國17年 | 113 | 1  |    | 1市政籌備處 | - 析登封、禹縣置民治縣（?月） - 鄭州市政籌備處改組為鄭州市政府（3月） - 析杞縣、睢縣置民權縣（3月） |
| 1929年                                                                    | 民國18年 | 113 | 2  |    |             | - 開封市政籌備處改組為開封市政府（9月） |
| 1930年                                                                    | 民國19年 | 113 | 1  |    |             | - 裁撤開封市，併入開封縣（9月） |
| 1931年                                                                    | 民國20年 | 111 |    |    |             | - 鄭州市併入鄭縣（1月） - 河陰、滎澤二縣併入廣武縣（3月） - 裁撤民治縣，併入登封、禹縣。（?月） |
| 1932年                                                                    | 民國21年 | 111 |    |    |             | - 自由縣改名伊川縣（10月） |
| 1933年                                                                    | 民國22年 | 111 |    |    |             | - 析光山縣置經扶縣（10月） - 裁撤平等縣，併入伊陽縣。（10月） |
| 1934年                                                                    | 民國23年 | 111 |    |    |             | |
| 1935年                                                                    | 民國24年 | 111 | 1  |    |             | - 復設開封市（?月） |
| 1936年                                                                    | 民國25年 | 111 |    |    |             | - 撤銷開封市，併入開封縣。（5月） |
| 1937年                                                                    | 民國26年 | 111 |    |    |             | |
| 1938年                                                                    | 民國27年 | 111 |    |    |             | |
| 1939年                                                                    | 民國28年 | 111 |    |    |             | |
| 1940年                                                                    | 民國29年 | 111 |    |    |             | |
| 1941年                                                                    | 民國30年 | 111 |    |    |             | |
| 1942年                                                                    | 民國31年 | 111 |    |    |             | |
| 1943年                                                                    | 民國32年 | 111 |    |    |             | |
| 1944年                                                                    | 民國33年 | 111 |    |    |             | |
| 1945年                                                                    | 民國34年 | 111 |    |    |             | |
| 1946年                                                                    | 民國35年 | 111 |    |    |             | |
| 1947年                                                                    | 民國36年 | 111 |    |    |             | |
| 1948年                                                                    | 民國37年 | 111 |    |    |             | |
| 1949年                                                                    | 民國38年 | 111 |    |    |             | |

## 政府體制

### 省會
治開封縣（今開封市）。抗戰爆發後，民國27年（1938年）6月，河南省政府由開封縣暫遷至鎮平縣；民國28年（1939年）10月，因日軍入侵，再遷至洛陽縣；民國31年（1942年）4月，河南省政府由洛陽縣遷至魯山縣；民國33年（1944年）5月，河南省政府由魯山縣遷至內鄉縣丹水鎮（今西峽縣城東南），後遷至盧氏縣朱陽關等地。民國34年（1945年）抗戰結束後遷回開封。
民國37年（1948年）10月，省會開封易手前夕，省政府遷往信陽。於民國38年（1949年）4月遷往湖北漢口。

### 省行政機構
民國37年（1948年）8月25日，改組河南省政府。該年省會開封易手前夕，省政府遷往信陽。於明年4月遷往湖北漢口。5月，河南省政府主席張軫率部在湖北金口起義。張軫起義後，其部下一二七軍軍長赵子立搜集殘部，被任命為河南省政府主席兼國民黨河南省黨部主任委員，李雲為書記長。隨著勘亂戰爭的迅猛失利，趙子立帶省黨部沿湖南長沙、廣西桂林向南撤退。民國38年（1949年）12月趙子立在四川投共，中華民國的河南省政府組織就此徹底瓦解、消亡。

### 歷任河南省軍政長官、省政府主席
河南省政府主席
- 馮玉祥（1926年5月 - 1928年12月）
- 韓複渠（1928年12月 - 1930年10月）
- 劉峙（1930年10月 - 1935年12月）
- 商震（1935年12月 - 1938年2月）
- 程潛（1938年2月 - 1939年2月）
- 方策（1939年2月 - 8月，代理）
- 衛立煌（1939年8月 - 1942年1月）
- 李培基（1942年1月 - 1944年7月）
- 劉茂恩（1944年7月 - 1947年7月）
- 張軫（1947年7月 - 1949年6月）
- 趙子立（1949年6月 - 12月）

## 外部連結
- 河南省 - 行政區劃網 （页面存档备份，存于）
- 王豐的民國傳記博客
- 洪定國的地理資料庫 - 大地耕者 - 網易博客